# Lliga espanyola d'hoquei sobre patins masculina 2004-2005
La trenta sisena edició de la Lliga espanyola d'hoquei patins masculina, denominada en el seu moment OK Lliga, s'inicia l'1 de setembre de 2004 i finalitza l'11 de juny de 2005. El Barcelona Sorli Discau fou campió per la divuitena vegada.

## Participants
| - Barcelona Sorli Discau - Animar Reus Deportiu - Lloret - Enrile PAS Alcoi - Astral Pool Maçanet - Cysugal Vigo Stick - Lleida Llista Blava - Cemex Tenerife | - Celta Voltregà - Vilanova L'Ull Blau - Roncato Vic - Liceo Vodafone - Noia Freixenet - Hormipresa Igualada - Viva Habitat Blanes - Aiscondel Vila-Seca |

## Llegenda
| Pts = Punts totals PJ = Partits jugats PG = Partits guanyats PE = Partits empatats PP = Partits perduts GF = Gols a favor |  | GC = Gols en contra DG = Diferència de gols (GF-GC) Ressaltat en verd = Equip classificat per als play-off. Ressaltat en vermell = Equip descendent de categoria. (p) = Gol de penalti (pro.) = Gol en pròrroga |  |  |

## Fase Regular

### Classificació
| Pos | Equip                    | Pts | PJ | PG | PE | PP | GF  | GC  | DG  |
| --- | ------------------------ | --- | -- | -- | -- | -- | --- | --- | --- |
| 1   | Barcelona Sorli Discau   | 83  | 30 | 24 | 2  | 4  | 162 | 55  | +67 |
| 2   | Alnimar Reus Deportiu    | 63  | 30 | 20 | 3  | 7  | 100 | 55  | +45 |
| 3   | Hormipresa Igualada      | 53  | 30 | 16 | 5  | 9  | 99  | 74  | +25 |
| 4   | Noia Freixenet           | 51  | 30 | 14 | 9  | 7  | 86  | 67  | +19 |
| 5   | Vilanova L'Ull Blau      | 43  | 30 | 12 | 7  | 11 | 79  | 87  | -8  |
| 6   | Roncato Vic              | 42  | 30 | 12 | 6  | 12 | 87  | 83  | +4  |
| 7   | CH Lloret                | 42  | 30 | 12 | 6  | 12 | 77  | 77  | 0   |
| 8   | Liceo Vodafone           | 40  | 30 | 11 | 7  | 12 | 90  | 83  | +7  |
| 9   | Viva Habitat Blanes      | 37  | 30 | 11 | 4  | 15 | 61  | 72  | -11 |
| 10  | Cemex Tenerife           | 35  | 30 | 9  | 8  | 13 | 85  | 98  | -13 |
| 11  | Enrile PAS Alcoi         | 33  | 30 | 10 | 3  | 17 | 78  | 110 | -32 |
| 12  | Astral Pool Maçanet      | 32  | 30 | 7  | 11 | 12 | 81  | 101 | -20 |
| 13  | Celta Voltregà           | 32  | 30 | 9  | 5  | 16 | 68  | 87  | -19 |
| 14  | Cysugal Vigo Stik        | 31  | 30 | 8  | 7  | 15 | 61  | 98  | -37 |
| 15  | Aiscondel Vila-Seca      | 29  | 30 | 7  | 8  | 15 | 86  | 125 | -39 |
| 16  | C.E. Lleida Llista Blava | 25  | 30 | 6  | 7  | 17 | 69  | 98  | -29 |

## Play-offs
{{Quarts de final
```
||
Barcelona Sorli Discau
 |3|
Liceo Vodafone
 |0
```

||Noia Freixenet |3|Vilanova L'Ull Blau |0
||Alnimar Reus Deportiu |3|CH Lloret|0
||Proinosa Igualada |1|Roncato Vic |2

||Barcelona Sorli Discau |3|Noia Freixenet |0
||Alnimar Reus Deportiu |3|Roncato Vic |0

||Barcelona Sorli Discau |3|Alnimar Reus Deportiu |1}}